# Jay Ryan
Jay Bunyan, bardziej znany jako Jay Ryan (ur. 29 sierpnia 1981 w Auckland, w Nowej Zelandii) – nowozelandzki aktor i producent telewizyjny i filmowy.
Jay zaczął swoją karierę w Nowej Zelandii jako Glen w spektaklu Łobuzy piraci (Scallywag Pirates, 2000). Od tej pory otrzymywał role w wielu filmach i widowiskach TV, takich jak Bycie Ewą (Being Eve, 1998), Wielki pożar (Superfire, 2002), film Disneya Jedno życzenie (You Wish!, 2003), a także popularna opera mydlana Sąsiedzi (Neighbours, 2002–2005).
Ze związku z Dianną Fuemaną ma córkę Eve (ur. 2013).

## Filmografia

### Filmy fabularne
- 2002: Wielki pożar (Superfire, TV) jako Dennis
- 2003: Jedno życzenie (You Wish!, TV) jako Charles
- 2004: Warra Warra (film krótkometrażowy) jako Ridley
- 2010: Lou jako Cosmo
- 2019: To: Rozdział 2 (It: Chapter 2) jako Ben Hanscom[4]

### Seriale TV
- 1998: Młody Herkules (Young Hercules) jako Cadet
- 1999: Xena: Wojownicza księżniczka (Xena: Warrior Princess) jako Zortis
- 2002: Towarzystwo (The Tribe) jako Blue
- 1998: Being Eve jako Sam Hooper
- 2005: Interrogation jako posterunkowy Dean Salmon
- 2002–2005: Sąsiedzi (Neighbours) jako Jack Scully
- 2007–2009: Morski patrol (Sea Patrol) jako starszy marynarz Billy 'Spider' Webb
- 2009–2012: Go Girls jako Kevin
- 2010: Miecz prawdy (Legend of the Seeker) jako Alastair
- 2011: Offspring jako Fraser King
- 2011: Terra Nova jako Curran
- 2012–2016: Piękna i Bestia (Beauty and the Beast) jako Vincent Keller / Alistair
- 2013: Tajemnice Laketop (Top of the Lake) jako Mark